# Dark Claw
Dark Claw es un personaje de la línea de cómics Amalgam, aparecido en 1997 al final del tomo 3 de la miniserie DC vs Marvel/Marvel vs DC. Fue uno de los más populares personajes de esta línea, ya que fusiona a dos de los personajes más conocidos de los cómics: Batman por DC comics y Wolverine por Marvel comics. En esos años estaba por estrenarse la película Batman y Robin, además de transmitirse la caricatura de Batman: The Animated Series y la de X-Men, por lo que fue el cómic más buscado de los 12 iniciales.

## Descripción
En Legends of the Dark Claw, escrito por Larry Hama y dibujado por Ray McCarthy, se da un vistazo a la vida de Logan Wayne, en donde al X-men se le asigna el rol de filantrópico y artista, siendo ayudado por Sparrow (Robin/Jubilee). Es memorable el recordatorio de su origen, muy similar al de Logan de Marvel, esto hizo que muchas de las características de Bruce Wayne, como sus lazos familiares, apareciera en el cómic Bruce Wayne agente de S.H.I.E.L.D.. También aparece el personaje de la Cazadora (Cazadora/Miss Marvel) para dar soporte a la historia y como rival se tiene a Hyena (The Joker/Sabretooth).
Dark Claw vuelve aparecer para los volúmenes de 1997 en Dark Claw Adventures,  recordando los cartoons con un estilo de dibujo completamente diferente, dejando lo sobrio de Legends, realizado por Ty Templeton y Rick Burchett, siendo en esta ocasión su némesis la amalgama entre Apocalipsis y Ra's al Ghul
Tienen también una pequeña participación en JLX #1 además de aparecer en DC vs Marvel/Marvel vs DC tomos 3 y 4 siendo uno de los personajes que más aparecen en la línea Amalgam y posiblemente el más característico.
Durante la serie no es del todo claro su relación con Bruce Wayne pero se rumora que son hermanos.

## Poderes y habilidades
Dark Claw es un experto combatiente cuerpo a cuerpo entrenado en diversas técnicas de combate y habilidades militares posiblemente entrenado por Super-Soilder, además posee un factor de curación extremadamente rápido, posee un esqueleto de adamantium y de sus manos salen garras retráctiles del mismo metal.
Posee una inteligencia muy superior al promedio, es un experto en robótica y en su Claw-cueva posee una súper computadora.

## Vehículos
Posee un automóvil repleto de armamento. Además de un aeroplano tipo militar muy similar a lo mejor de S.H.I.E.L.D./